# Holidoteidae incertae sedis cochlearicornis
Holidoteidae incertae sedis cochlearicornis is een pissebed uit de familie Holidoteidae. De wetenschappelijke naam van de soort is voor het eerst geldig gepubliceerd in 1997 door Kussakin & Vasina.